# Constantí Focas
Constantí Focas, en grec medieval Κωνσταντῖνος Φωκᾶς, que va morir cap a l'any 953 o 954, va ser un noble i militar de l'Imperi Romà d'Orient.

## Biografia
Formava part de la família Focas. Era el fill més jove de Bardes Focas el Vell i germà de l'emperador Nicèfor II Focas i del general Lleó Focas el Jove. Quan l'emperador va nomenar el seu pare domèstic de les escoles (cap dels exèrcits) l'any 945, ell va ser nomenat estrateg del tema de Selèucia d'Isàuria, a la frontera amb els àrabs.
Va participar en les campanyes del seu pare contra els musulmans i va ser fet presoner per l'emir Hamdànida d'Alep, Sayf-ad-Dawla, durant la batalla de Maraix l'any 953. Quan Sayf-ad-Dawla va tornar a Alep, Constantí Focas era un dels presos que van desfilar pels carrers en el seguici triomfal. En molt poc temps es va posar malalt i va morir, probablement a principis del 954. Segons algunes fonts contemporànies, va ser enverinat per l'emir perquè es va negar a convertir-se a l'islam. Fonts àrabs creuen, però, que van ser uns espies romans d'Orient els que el van enverinar després que Sayf-ad-Dawla rebutgés un gran rescat enviat pel seu pare Bardes Focas. Sigui quina sigui la versió correcta, aparentment Sayf-ad-Dawla va ser el culpable de la mort de Constantí. En represàlia, Bardes Focas va fer executar nombrosos presos musulmans, entre els quals hi havia familiars de l'emir. Fonts romanes d'Orient i àrabs afirmen que aquests fets van contribuir al fracàs d'una negociació de pau dirigida per l'Imperi Romà d'Orient el juny de 954, però els historiadors moderns qüestionen aquesta versió.